# Karel van Saksen

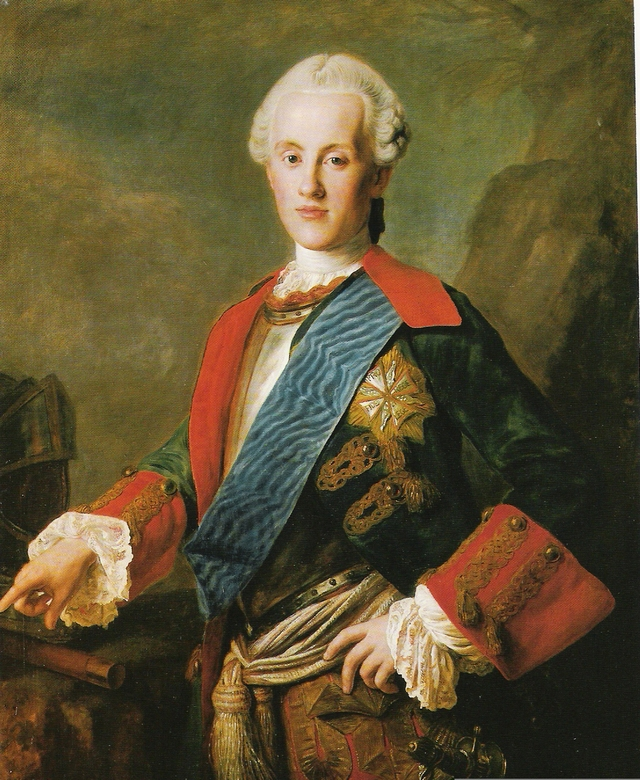
Prins Karl met lint en ster van de Orde van de Witte Adelaar

Karl Christian Joseph Ignaz Eugen Franz Xaver van Polen en Saksen (Dresden, 13 juli 1733 - 16 juni 1796) was een prins uit het Huis Wettin, zoon van Augustus III van Polen en Saksen en Maria Josepha van Oostenrijk. Deze jongere zoon kreeg de titel hertog van Koerland en Semgallen die hij van 1758 tot 1763 voerde.
Hij was ridder in de Orde van de Witte Adelaar en de Pools-Saksische Militaire Orde van Sint-Hendrik.